# Volkmar Prager
Volkmar Prager (* 13. November 1945) ist ein ehemaliger deutscher Fußballspieler. 1970 spielte er für die BSG Stahl Eisenhüttenstadt in der DDR-Oberliga, der höchsten Spielklasse im DDR-Fußball.

## Sportliche Laufbahn
Mit dem Gewinn des DDR-Juniorenpokals mit dem SC Frankfurt (Oder) 1962 begann Volkmar Pragers Laufbahn im DDR-weiten Fußballgeschehen. In der Saison 1963/64 bestritt er mit dem Sportclub seine ersten vier Spiele in der zweitklassigen DDR-Liga. Nach der Saison mussten die Frankfurter in die drittklassige Bezirksliga absteigen, aus der sie nicht wieder zurückkehrten.
Prager erschien in der DDR-Liga erst wieder zur Spielzeit 1967/68 als Spieler der Betriebssportgemeinschaft (BSG) Stahl Eisenhüttenstadt. Im Kader der DDR-Liga-Mannschaft war er nur als Ersatzspieler vorgesehen und kam auch nur in sechs Ligaspielen zum Einsatz. In der Saison 1968/69, in der die BSG Stahl in die DDR-Oberliga aufstieg, war Prager nur mit einem Spiel beteiligt. In der Oberligasaison 1969/70 gehörte er nicht zum Aufgebot der 1. Mannschaft, wurde aber als Einwechselspieler in zwei Oberligaspielen eingesetzt. Die übrige Zeit verbrachte Prager mit der 2. Mannschaft in der DDR-Liga, wo er von 30 Spielen 15 Begegnungen bestritt.
Die Saison 1970/71 musste die die wieder abgestiegene Oberligamannschaft in der Bezirksliga verbringen, da der BSG Stahl schwere Verstöße gegen die Verbandsstatuten zur Last gelegt wurden. Mit Prager wurden die Eisenhüttenstädter 1971 Bezirksmeister und stiegen wieder in die DDR-Liga auf. Dort entwickelte sich Prager zum Stammspieler in der Abwehr und versäumte in den Spielzeiten von 1971/72 bis 1978/79 von 176 ausgetragenen DDR-Liga-Spielen lediglich 44 Partien. Als Defensivspieler kam er trotzdem auf zwölf Tore. In der Spielzeit 1971/72 nahm die BSG Stahl an den Aufstiegsspielen zur Oberliga teil. Von den acht Begegnungen bestritt Prager sieben Partien, die Mannschaft verpasste aber den Aufstieg. Obwohl er für die Saison 1979/80 als 33-Jähriger noch einmal in den Kader der DDR-Liga-Mannschaft aufgenommen wurde, kam er nicht mehr zum Einsatz. Damit endete seine Laufbahn im höherklassigen Ligenbetrieb, in dem er auf zwei Oberligaspiele und 158 DDR-Liga-Einsätze mit zwölf Toren gekommen war.
In den Spielzeiten 1981/82 und 1982/83 war Volkmar Prager Co-Trainer der Eisenhüttenstädter Ligamannschaft.